# Antoine d’Abbatia
Antoine d’Abbatia (* um 1650 in Toulouse; † nach 1694) war ein französischer Dichter.
Antoine d’Abbatia war Sohn des Jean d’Abbatia und der Jeanne de Gaichalet und entstammte einer angesehenen Familie aus Toulouse, deren Mitglieder im 16. und 17. Jahrhundert dem Toulouser Magistrat, dem Anwaltsstand und dem Militär angehörten. Geburts- und Sterbejahr sind unsicher. Als Geburtsjahr wird auch der Dezember 1652 angegeben, als Taufdatum der 11. Juni 1656.
Antoine d’Abbatia war als Advokat im Parlament von Toulouse tätig. Er trat auch als Poet hervor und verfasste verschiedene Verse, aufgrund derer er 1682, 1684 und 1689 als Preisträger der Jeux floraux, einem jährlich in Toulouse abgehaltenen Dichterwettbewerb, ausgezeichnet wurde. Daraufhin durfte er sich maître ès jeux floraux nennen, da die Statuten jedem dreimaligen Preisgewinner die Führung dieses Titels zubilligten, den er auch noch 1694 behielt, als der französische König Ludwig XIV. den Wettbewerb in den Rang einer Akademie erhob.
Drei seiner preisgekrönten Gedichte, moralische Allegorien in der Lyrikform der Chants Royaux mit Stanzen, wurden in folgenden Gedichtsammlungen veröffentlicht:
- Le triomphe de l’églantine (Toulouse 1682, gedruckt bei Guillaume Bosc); enthält David amoureux, hierfür erhielt Abbatia die „Eglantine“ (Weinröschen). Ein Exemplar ist in der Bibliothèque Municipale de Toulouse nachgewiesen.[2]
- Le triomphe de la violette (Toulouse 1684); enthält Clytrie, hierfür erhielt er das „Veilchen“ (violette); das Werk gilt als verschollen.
- Le triomphe du souci (Toulouse 1689); hierfür erhielt er die „Ringelblume“ (souci); der Gedichttitel ist nicht überliefert und das Werk gilt als verschollen.